# Joachim Linnemann
Joachim Linnemann, né le 17 avril 1951, à Francfort-sur-le-Main, en République fédérale d'Allemagne, est un ancien joueur allemand de basket-ball.